# Парапланеризъм
Парапланеризмът е най-простият и достъпен начин на летене. Необходими са: крило, сбруя (седалка), подходяща термоизолираща екипировка . Разработен на базата на спортните парашути, парапланерът е крило, което се напълва с въздух от въздушния поток.
Парапланът е безмоторно средство за летене, но въпреки това с помощта на възходящите въздушни течения (термики) добрите пилоти могат да прелетят повече от 400 km и да се издигнат на повече от 7000 метра височина. Издигането на такива височини е обикновено смъртоносно, единствения документиран случай на останал жив на 10 000 м. е Ева Вишнерска при инцидент. Лесен е за излитане, управление и приземяване. Крило с добавен двигател в раница или на колесен механизъм е мото парапланер. Skyrunner  е пълноценно бъги с крило и пропелер.
С парапланер се изпълняват:
- прецизни полети или целно кацане,
- тандемни полети – пилот и пасажер летят с едно крило,
- прелети – полети на далечни разстояния, и
- аеробатика – въздушна акробатика.

В България има много места за летене, а и парапланеризмът не зависи от летища. Едно от най-добрите места е Сопот, където се провеждат и повечето състезания по парапланеризъм. И все пак достатъчен за излитане е чист склон и подходящ вятър.

## Крилото
Крилото прави човека подобен на рееща се птица. Площта е 20 – 30 m². Крилото е съставено от две повърхности – горна и долна, съединени с перфорирани ребра. Конструкцията е различна според производителя и класа на крилото, като с течение на времето се подобрява по отношение на способността на планиране и сигурността на полета. При излитане и полет крилото се изпълва с въздух от насрещния въздушен поток, който навлиза през камери, разположени по атакуващия ръб. При това крилото приема аеродинамична форма, която е оптимална за създаване на подемна сила. Товароподемността на крилата се избира според теглото на пилота и екипировката му заедно. Има основно няколко размера крила според килограмите който е нужно да вдигне във въздуха крилото XS, S, L и крила за двама души – тандемни крила който са най-големи и като квадратура на крилото.
Крилата се делят на категории, според предназначението им и сигурността на полета. Като стандартна система за класификация на крилете е приета немската DHV Архив на оригинала от 2006-02-07 в Wayback Machine.. В нея съществуват 3 класа – 1, 2 и 3, и два междинни класа 1 – 2 и 2 – 3. Клас '1' се дава на крилата, които служат за полети на ученици. DHV-1 крилата се отличават със забележителна стабилност и сигурност. Способни са да възстановят формата и аеродинамичните си качества без намесата на пилота. DHV-2 крилата са предназначени за напреднали пилоти. При тях аеродинамичните качества са повишени, но при излизане от някои от ситуациите, които възникват във въздуха, е необходима намесата на пилота. DHV-3 крилата са предназначени за висококвалифицирани пилоти-състезатели. Аеродинамичните им качества са съвършени, но намесата на пилота във всяка по-нестандартна ситуация във въздуха е задължителна.
Освен класификацията според аеродинамични качества/сигурност, крилата за парапланеризъм се делят и по предназначение: за обучение, прелети, състезания, аеробатика, планински полети.

## Сбруята
Сбруята на парапланериста е предназначена за удобното му и сигурно летене. Състои се от седалка, подвесна система и протектор. Към нея се закача и запасния парашут. С помощта на ремъци може да се настрои (прогони) индивидуално по размерите и предпочитанията на конкретния пилот. Конструкцията на сбруите се оптимизира по предназначение, като най-общо сбруята за прелети спомага за създаване на най-малко челно съпротивление, докато например сбруята за аеробатика трябва да осигурява пилота да е в компактна поза за намаляване на инерционния момент на тялото му.
Запасният парашут се закрепва чрез вътрешен контейнер за сбруята. Изхвърлянето му става с ръчка, поместена на удобно за пилота място. Акро-пилотите и тестовите пилоти летят с два запасни парашута.

## Пилотите
Да лети с парапланер може всеки без ограничение на пол и възраст – мъже и жени, от 2-годишни хлапета до 82-годишни фенове. В най-лекия случай е необходимо да се направят 4 – 5 бързи крачки при излитане. Физическите натоварвания в нормален полет са малки. При сполучливо кацане се стъпва на земята все едно се слиза от бордюра на улицата.
Задължително е подготовката на начинаещия парапланерист да се води от опитен пилот и квалифициран инструктор. Обучението на пилота започва с теория – базови познания за аеродинамика и метеорология. Първите полети се извършват от нисък хълм (до 100 m денивелация). В тях се усвоява излитане и кацане. Продължава се с теория и полети от по-високи стартове. По време на тези полети се отработват основни маневри във въздуха, първоначални познания за 'активно летене', умения за правене на разчет за кацане. Следващият етап от подготовката на парапланериста цели изграждането на първоначални умения за преценка на обстановката във въздуха, използването на възходящи въздушни потоци (термики), основни маневри за загуба на височина. Специална част от обучението е курса по безопасно летене – над вода или гора се отработват различните нестандартни ситуации във въздуха и излизането им от тях, употребата на запасен парашут.
След тези етапи пилота има свободата да усъвършенства уменията си в прелети, аеробатика и доцелни полети. Получава свободата на човека-птица!
„Горко на онзи, който се страхува да поема рискове. Той може би никога няма да изпита разочарования, нито ще страда като тези, които следват мечтите си.“ 
Паулу Коелю